# 長史
長史（ちょうし）は、かつて中国にあった官職である。時代により地位や仕事の内容が異なる。

## 秦
起源は不明だが秦の末期にはあった。秦王政（後の始皇帝）が郎の李斯と話してまず登用した官が長史である。始皇帝の死後に起こった反乱に際し、秦軍を率いた章邯を補佐した司馬欣も長史であった。

## 前漢
前漢では、様々な高官の補佐に長史がついた。長史は、上司となる高官に属する多数の属官の中で最上位であった。他との区別のためには、おおむね、仕える高官の官職名に「長史」をつけたようである。
丞相に長史がつき、秩千石。丞相長史といった。
綏和元年（紀元前8年）から建平5年（紀元前5年）まで置かれた大司空にも長史がついた。大司空の前身である御史大夫を補佐していた御史中丞を改称したものである。元寿2年（紀元前1年）に大司空を再び置いたときには、御史長史と呼んだ。秩千石。
太尉、大司馬にも秩千石の長史がついた。
前将軍・後将軍（前後左右将軍）など様々な将軍にも、秩千石の長史がついた。
辺郡（辺境の郡）には太守の補佐として長史を置いた。ふつうの郡では太守の補佐として丞がつくが、長史は太守の下、丞の上である。正式には、「郡」を除いた地名に「長史」をつけて呼んだ。たとえば張掖郡の長史なら「張掖長史」である。秩六百石。

## 後漢・三国
前漢の制度が引き継がれ、将軍の幕府・司令部の属僚として長史・司馬・参軍・主簿などが配置された。また蜀漢の丞相諸葛亮のもとでは、北伐中の漢中丞相府の長史・司馬と、成都留府の長史・司馬がそれぞれ任命された。

## 概要
『日本大百科全書』によれば、将軍の僚属。将軍に任じられ、将軍府を設置すると、将軍の僚属として長史、司馬、参軍を置くことができるようになる。長史は将軍の補佐で、文官を司る。

## 日本
日本の律令制では、中央政府においては五衛府の尉（じょう）、地方については大弐（おおいすけ、大宰府）、介（すけ、国司）の唐名として用いられた。